# Chiesa di San Lorenzo Martire (Selva di Cadore)
La chiesa di San Lorenzo Martire, o più semplicemente chiesa di San Lorenzo, è la parrocchiale di Selva di Cadore, in provincia di Belluno e diocesi di Belluno-Feltre; fa parte della convergenza foraniale di Agordo-Livinallongo.

## Storia
La primitiva chiesa di Selva, fondata forse nel XII secolo e filiale della pieve di San Vito, risultava già esistente nel 1234, allorché fu menzionata in un lascito.
L'edificio venne interessato da un importante restauro nel 1316 e consacrato il 6 ottobre 1438, anche se, alcuni anni dopo, fu profanato da un delitto di sangue e pertanto dovette venir riconsacrato il 19 ottobre 1447; in quel periodo venne condotto un ampliamento.
Nel 1626 la chiesa risultava essere dotata di tre altari, ovvero quello maggiore e quelli laterali dedicati rispettivamente a san Sisto e alla Vergine dei Battuti; nel 1647 si provvide al restauro del campanile.
Nel 1811 la struttura venne dotata della sagrestia; il lavoro, approvato dalla curia arcivescovile di Udine e appaltato a Simeone Zambelli per 990 lire, fu condotto dalla ditta cencenighese Manfroi. Successivamente, nel 1825 si procedette alla realizzazione delle due cappelle laterali di sant'Antonio e della Beata Vergine del Carmine.
Alcuni lustri dopo, tra il 1850 e il 1852 la chiesa venne interessata, su progetto di Osvaldo Palatini, da un rifacimento, in occasione del quale la navata fu ampliata e si edificarono le cappelle di San Sisto e della Scuola dei Battuti; nel 1857 la comunità selvana venne eretta a parrocchia autonoma.

## Descrizione

### Esterno
La facciata a capanna della chiesa, che volge ad occidente, presenta ai lati due lesene e al centro il portale d'ingresso, sormontato da una lunetta a sesto acuto, e il rosone.
Annesso alla parrocchiale è il campanile a base quadrata, costruito agli inizi del XX secolo; la cella presenta una monofora a tutto sesto per ogni lato ed è coronata dalla guglia che si imposta su quattro timpani nei quali sono alloggiati i quadranti dell'orologio.

### Interno
All'interno dell'edificio sono conservate diverse opere di pregio, tra le quali le due tele ritraenti la Madonna e Confratelli della Fraglia dei Battuti e Sant'Antonio da Padova tra i Santi Nicola da Bari e Domenico, eseguite da Francesco Frigimelica, l'organo, costruito nel 1790 dallo Zavarise, e le tavole raffiguranti scene del martirio di San Lorenzo e la Madonna col Bambino in trono tra i Santi Lorenzo, Sebastiano, Rocco e Fosca, realizzate da Antonio Rosso.